# Kyle Beckerman
Kyle Robert Beckerman (Crofton (Maryland), 23 april 1982) is een Amerikaans voetballer die in 2007 Colorado Rapids verruilde voor Real Salt Lake uit de Major League Soccer. Hij is een verdedigende middenvelder en was aanvoerder van Real Salt Lake.

## Clubcarrière
Na twee moeizame jaren bij Miami Fusion en MLS Pro-40 kwam hij in 2002 bij Colorado Rapids terecht. Ook het eerste jaar bij Colorado was moeizaam voor Beckerman, maar in zijn tweede jaar brak hij door. Vier jaar lang had Beckerman een vaste plek op het middenveld van Colorado, totdat ze hem naar Real Salt Lake stuurden in ruil voor Mehdi Ballouchy.
Bij Real Salt Lake werd hij een leider op het veld. In 2008 nam hij de aanvoerdersband over. Beckermans spel zorgde ervoor dat hij werd toegevoegd aan het elftal van de MLS All-Star game van 2009. Sinds het seizoen 2008 is Beckerman voor Real Salt Lake een basisspeler in de Amerikaanse voetbalcompetitie; op 16 augustus 2014 speelde hij tegen de Seattle Sounders zijn 200ste MLS-duel in dienst van de club.

## Interlandcarrière
Beckerman speelde in verschillende vertegenwoordigende jeugdelftallen van de Verenigde Staten. Hij speelde in de voetbalelftallen onder 16, 17 en 23. Beckerman maakte zijn debuut in het voetbalelftal van de Verenigde Staten op 20 januari 2007 in een vriendschappelijke interland tegen Denemarken. Tot 2009 speelde hij in verschillende toernooien voor de VS. Daarna bleef het stil tussen Beckerman en het nationale elftal totdat Jürgen Klinsmann Beckerman in augustus 2011 weer opriep. Beckerman speelde vervolgens wedstrijden tegen Mexico en België. Sindsdien wordt hij regelmatig opgeroepen door de VS. Op 28 juli 2013 won Beckerman met de Verenigde Staten de CONCACAF Gold Cup door Panama in de finale met 1–0 te verslaan. Hij nam ook deel aan het wereldkampioenschap voetbal 2014 en speelde mee in de drie groepswedstrijden; in de achtste finale tegen België kwam hij niet in actie.